# Cortaillod
Cortaillod ist eine politische Gemeinde des Kantons Neuenburg in der Schweiz.

## Geographie
Cortaillod liegt auf rund 484 m ü. M., 8 km südwestlich der Kantonshauptstadt Neuenburg (Luftlinie). Das Haufendorf erstreckt sich am Rand eines Plateaus am Jurasüdfuss, südlich des Schwemmfächers der Areuse, rund 50 m über dem Seespiegel des Neuenburgersees.
Die Fläche des 3,7 km² grossen Gemeindegebiets umfasst einen Abschnitt am Nordwestufer des Neuenburgersees. Der östliche Teil des Gemeindebodens liegt auf dem flachen Aufschüttungskegel der Areuse, wobei der Fluss die Nordgrenze bildet. Nach Westen reicht das Gebiet auf das Plateau von Cortaillod, das auf rund 490 m ü. M. liegt und steil gegen den Neuenburgersee sowie gegen die Areuse abfällt. Der höchste Punkt der Gemeinde befindet sich mit 509 m ü. M. auf diesem Plateau südwestlich des Ortskerns. Die südwestliche Grenze bildet ein kleines Erosionstal, das bei der alten Ziegelei La Tuilerie in den Neuenburgersee mündet. Von der Gemeindefläche entfielen 1997 34 % auf Siedlungen, 12 % auf Wald und Gehölze, 53 % auf Landwirtschaft und etwas mehr als 1 % war unproduktives Land.
Zu Cortaillod gehören die Siedlungen Bas-de-Sachet (439 m ü. M.) auf dem Schwemmfächer der Areuse am Fuss des Plateaus sowie Petit Cortaillod (433 m ü. M.) am Neuenburgersee unterhalb des Ortskerns. Nachbargemeinden von Cortaillod sind La Grande Béroche und Boudry.

Historisches Luftbild von Werner Friedli von 1954

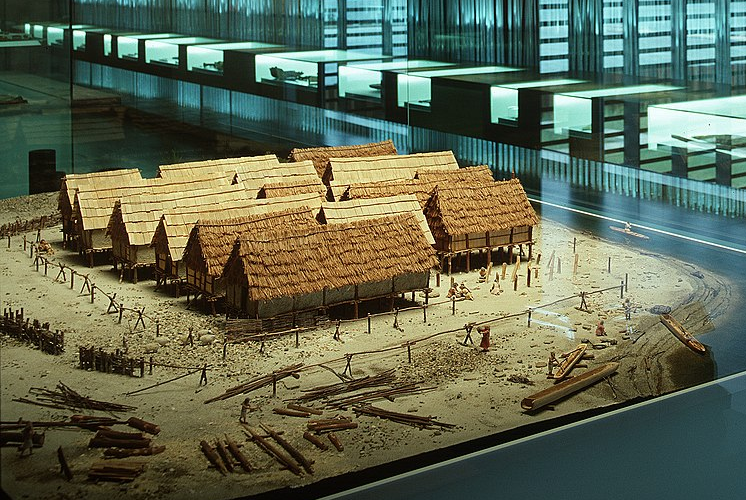
Museumsmodell Cortaillod-Est

## Bevölkerung
Mit 4798 Einwohnern (Stand 31. Dezember 2023) gehört Cortaillod zu den grossen Gemeinden des Kantons Neuenburg. Von den Bewohnern sind 86,9 % französischsprachig, 3,9 % deutschsprachig und 2,8 % italienischsprachig (Stand 2000). Die Bevölkerungszahl von Cortaillod entwickelte sich zunächst nur langsam, stieg jedoch seit 1950 markant an, wobei besonders während der 1960er Jahre starke Zuwachsraten verzeichnet wurden.

## Politik
Die Stimmenanteile der Parteien anlässlich der Nationalratswahl 2015 betrugen: FDP 29,9 %, SP 20,9 %, SVP 20,7 %, GPS 13,4 %, PdA 5,3 %, glp 3,8 %, CVP 3,3 %, BDP 1,1 %.

## Wirtschaft
| Bevölkerungsentwicklung | Bevölkerungsentwicklung |
| Jahr                    | Einwohner               |
| ----------------------- | ----------------------- |
| 1850                    | 1110                    |
| 1900                    | 1299                    |
| 1950                    | 1561                    |
| 1960                    | 1768                    |
| 1970                    | 3063                    |
| 1980                    | 3603                    |
| 1990                    | 4119                    |
| 2000                    | 4373                    |

Cortaillod war lange Zeit ein hauptsächlich durch die Landwirtschaft geprägtes Dorf. Die steilen Hänge des Plateaus von Cortaillod eignen sich optimal für den Weinbau (siehe hierzu auch den Artikel Weinbau in der Schweiz), der noch heute von Bedeutung ist (vor allem Rotwein, darunter der Vin du diable). Die fruchtbaren Böden des Plateaus werden vorwiegend ackerbaulich genutzt. Im Laufe des 18. Jahrhunderts wurden südlich der Areuse zwei Indienne-Fabriken gegründet, darunter die Fabrique-Neuve de Cortaillod. Diese war bis 1854 in Betrieb, danach waren die Gebäude einige Zeit unbenutzt, bis sich die Câbles Cortaillod 1879 darin niederliess, die heute die bedeutendste Firma (seit 2001 unter dem Namen Nexans Suisse SA) in Cortaillod ist. In der zweiten Hälfte des 19. Jahrhunderts bestand in Cortaillod eine Uhrenfabrik, und 1991–2001 war die Gemeinde Sitz des europäischen Technologiezentrums von Silicon Graphics. In den letzten Jahrzehnten hat sich Cortaillod zur Wohngemeinde entwickelt. Viele Erwerbstätige sind Wegpendler, die in Neuenburg arbeiten.

## Verkehr
Die Gemeinde liegt etwas abseits der Hauptdurchgangsstrassen, besitzt aber einen guten Anschluss an die Hauptstrasse 5 von Neuenburg nach Yverdon. Die Autobahn A5 (Neuenburg-Yverdon), die 2005 dem Verkehr übergeben wurde, verläuft durch den äussersten Nordwesten des Gemeindegebietes. Cortaillod ist durch die Autobuslinie von Boudry nach Saint-Aubin-Sauges und durch eine lokale Linie von Cortaillod nach Areuse an das Netz des öffentlichen Verkehrs angeschlossen. Zwischen 1892 und 1984 wurde der Ort ausserdem durch eine mittlerweile stillgelegte Zweigstrecke der Strassenbahn Neuenburg erschlossen.

## Geschichte
Das Gemeindegebiet von Cortaillod ist schon seit langer Zeit besiedelt. Entlang des Ufers des Neuenburgersees wurden vier bedeutende Siedlungsplätze aus der Jungsteinzeit entdeckt, die zahlreiche Fundstücke (Silexsteine, Steinbeile, Äxte und Gefässe) aus der Zeit um 4600 bis 3900 v. Chr. enthielten. Nach dem Fundort wurde die Cortaillod-Kultur benannt. Auch in der späten Bronzezeit (1250 bis 850 v. Chr.) war das Seeufer besiedelt. Es wurde eine reiche Sammlung an Fundgegenständen ausgegraben (Äxte, Schwerter, Schmuckstücke und Vasen). Darunter befindet sich auch das älteste Bronzerad der Schweiz. Ferner gibt es Spuren einer Siedlung aus der Römerzeit und bei Petit-Cortaillod befand sich ein burgundischer Friedhof.
Die erste urkundliche Erwähnung des Ortes erfolgte 1280 unter dem Namen Cortaillaut, 1311 erschien die Schreibweise Cortaillot. Der Ortsname leitet sich vom lateinischen Curtis Agilaldi (Hof des Agilald) ab. Cortaillod kam 1311 als Lehen an die Herren von Gorgier, aber auch das Priorat von Bevaix hatte Besitz im Ort. 1537 wurde die Reformation eingeführt. Spätestens 1545 ging Cortaillod durch Kauf an die Herren von Colombier und 1564 an die Grafen von Neuenburg über. Seit 1648 war Neuenburg Fürstentum und ab 1707 durch Personalunion mit dem Königreich Preussen verbunden. 1806 wurde das Gebiet an Napoleon I. abgetreten und kam 1815 im Zuge des Wiener Kongresses an die Schweizerische Eidgenossenschaft, wobei die Könige von Preussen bis zum Neuenburgerhandel 1857 auch Fürsten von Neuenburg blieben.

## Persönlichkeiten
- François Verdan (* 5. September 1747 in Cortaillod; † 28. November 1818 in Delsberg), Unternehmer und Richter
- James DuPasquier (* 22. Dezember 1794 In Cortaillod; † 20. September 1869 in Concise), evangelischer Geistlicher in Neuenburg
- Henri-Louis Henry (* 21. Juli 1838 in Cortaillod; † 17. Februar 1905 in Peseux), Kaufmann und Politiker
- Ugo Crivelli (* 4. November 1923 in Ligornetto; † 20. November 1998 in Cortaillod), Kunstmaler, Bildhauer, Stecher[6]

## Sehenswürdigkeiten
Die reformierte Kirche geht im Kern auf die 1505 erbaute Kapelle Saint-Nicolas zurück. Der heutige Bau stammt von 1611, 1722 fand eine umfassende Restauration und Vergrösserung statt. Gegenüber der Kirche steht das 1761 erbaute Hôtel de Commune mit einer reich gegliederten Fassade. Im alten Ortskern befinden sich noch zahlreiche Bürgerhäuser aus dem 16. bis 18. Jahrhundert.